# Sempervivoideae
Sous-famille
Classification APG IV (2016)
La sous-famille des Sempervivoideae est une des six sous-familles de la famille des Crassulaceae selon la classification classique. Elle regroupait alors 6 genres : 
- Aeonium Webb & Berthelot
- Aichryson Webb & Berthelot
- Greenovia Webb & Berthelot
- Jovibarba Opiz
- Monanthes Haworth
- Sempervivum L.

Dans la classification phylogénétique APG IV (2016), cette sous-famille est complétée de nombreux genres provenant notamment de l'ancienne sous-famille des Echeverioideae.
Les Sempervivoideae renferment maintenant 2 tribus :
- Kalanchoeae
- Sedeae

Le traitement des six familles originales a subi de nombreuses modifications de la part des taxonomistes, rien n'exclut d'éventuels changements futurs.